# 33902 Ingoldsby
33902 Ingoldsby este o planetă minoră (asteroid) din centura de asteroizi. A fost descoperită pe 27 mai 2000 la Experimental Test Site⁠(d) de Lincoln Near-Earth Asteroid Research. 
Obiectul prezintă o orbită caracterizată de o semiaxă mare de 2,3016249 UAi, o excentricitate de 0,11, o înclinație de 4,14134 ° în raport cu ecliptica.